# Yohannan Soulaqa
Yohannan Soulaqa (arabe : يوحنا سولاقا), comme patriarche Simon VIII ou Mar Shem'oun VIII, est un prélat de l'Église d'Orient qui vint à Rome en 1552 solliciter auprès du pape sa consécration comme évêque et patriarche. Considéré comme le premier primat de l'Église catholique chaldéenne, il mourut assassiné en janvier 1555.

## Carrière
Au XVe siècle, le patriarche (ou catholicos) Simon IV Basidi (mort en 1497 et enterré dans le monastère Rabban Hormizd, près d'Alqosh) avait rendu la dignité patriarcale héréditaire dans sa propre famille, appelée Bar Mama ou Abouna. Les sièges de métropolite étaient attribués uniquement à des membres de la famille, et chaque catholicos désignait d'avance son successeur, frère ou neveu, en lui conférant le titre de natar koursya, « gardien du siège ». Sous le pontificat de Simon VII Ishoyahb (1538/39 - 1558), la confiscation du pouvoir ecclésiastique par cette famille, différents abus qu'elle commit dans la gestion de l'Église, et le comportement fort peu édifiant du patriarche régnant, entraînèrent un mouvement de fronde dans le clergé et parmi les fidèles.
En 1551, une assemblée des mécontents se réunit à Mossoul. Elle comprend trois évêques : ceux d'Erbil, d'Ourmia et de Salmas. Yohannan Soulaqa, qui y participe, est supérieur du monastère Rabban Hormizd depuis une dizaine d'années. Il est élu par l'assemblée pour devenir le nouveau patriarche, mais les insurgés n'ont parmi eux aucun évêque de rang métropolitain habilité à procéder à la consécration. L'assemblée décide de la solliciter auprès du pape. Le nouvel élu, accompagné de soixante-dix membres du clergé et de fidèles, se rend alors à Jérusalem pour rencontrer le custode catholique des Lieux saints. Ils célèbrent la fête de Pâques de 1552 dans la ville sainte. À la Pentecôte, Soulaqa se trouve à Beyrouth où il embarque à destination de Venise. De là, il est conduit à Rome où il arrive le 18 novembre 1552.
Il est porteur de trois documents en syriaque : une lettre adoptée par l'assemblée de Mossoul demandant au pape de le consacrer patriarche ; une autre lettre des soixante-dix ecclésiastiques qui l'ont accompagné jusqu'à Jérusalem ; une profession de foi établissant son orthodoxie (mais peut-être l'a-t-il rédigée à Rome quand on la lui a demandée). L'orientaliste flamand Andreas Masius, qui séjourne à Rome depuis la fin 1551, est chargé de la traduction de ces documents en latin. Il étudie le syriaque avec Moïse de Mardin, un prêtre de l'Église jacobite arrivé à Rome en 1549 pour réaliser l'impression d'exemplaires du Nouveau Testament à destination de son Église.
Soulaqa et ses partisans ont apparemment fait croire à Rome que Simon VII était mort, et qu'il était question de consacrer comme patriarche un de ses neveux bien trop jeune selon les règles canoniques. En fait, Simon VII n'est mort que le 1er novembre 1558 : les insurgés s'arrangeaient quelque peu avec la vérité pour poser le problème en termes de légitimité canonique et non de rébellion de leur part. Le 15 février 1553, Soulaqa fait sa profession de foi ore et scriptu devant le pape Jules III et les cardinaux présents. Un consistoire a lieu le 17 février dans lequel le cardinal Bernardino Maffei propose d'accepter la requête de Soulaqa et de ses partisans. Mais il faut une autre réunion, le 20 février, pour se décider : la bulle Divina disponente clementia, datée de ce jour, agrée la pétition présentée.
Le 9 avril, Soulaqa est consacré évêque dans la Basilique Saint-Pierre par le cardinal Juan Álvarez de Toledo. Le 28 avril, il reçoit le pallium, attribut patriarcal, des mains du pape Jules III, et la bulle Cum nos nuper, datée du même jour, le crée « patriarche de Mossoul et d'Assyrie » (ou « patriarche des Chaldéens »).
Soulaqa rencontre l'ambassadeur du Portugal à Rome pour régler la question des chrétiens de tradition « nestorienne » de la côte de Malabar. Il est même prêt à se rendre à Lisbonne. Mais on préfère qu'il retourne très vite en Orient. Sur la proposition du cardinal Giampero Carafa (futur pape Paul IV), le dominicain maltais Ambroise Buttigeg est chargé de l'accompagner : le 5 mai, il est créé évêque titulaire d'Oran, et le 23 juin nonce apostolique pour la province de Mossoul. Il prend avec lui un confrère de son ordre, Antonin Zahara, et quelques autres compagnons.
Début juillet, le groupe quitte Rome et prend la direction de Constantinople par voie de terre : il s'agit d'obtenir la reconnaissance du sultan Soliman le Magnifique. Mais à l'arrivée à Constantinople, à la mi-septembre, il s'avère que le sultan est parti quinze jours auparavant pour une campagne militaire en Orient contre la Perse. Ils doivent donc le poursuivre jusqu'à Diyarbakir, où le souverain s'est arrêté un moment, et où ils arrivent le 12 novembre.
Au mois de décembre, Soulaqa obtient des autorités turques un document officiel le reconnaissant comme patriarche « chaldéen » indépendant. Il demeure à Diyarbakir pendant cinq mois et se préoccupe d'élargir son obédience et de pérenniser sa légitimité en consacrant cinq métropolites (pour Diyarbakir, Siirt, Cizre, Hesna d-Kifa et Mardin). Mais le patriarche concurrent Simon VII Bar Mama, toujours bien vivant (à la grande surprise du nonce accompagnant Soulaqa), lui tend un piège : il soudoie le pacha d'Amedi, Hussein Beik, qui invite Soulaqa dans sa circonscription et le fait arrêter et jeter en prison. Après plusieurs mois de captivité, l'éphémère patriarche est assassiné par des hommes du pacha. Sa mort est annoncée au pape Jules III par une lettre du nonce Ambroise Buttigeg datée du 12 janvier 1555 : « Votre Sainteté sera choquée d'apprendre que, contrairement à ce qu'on lui a dit, ainsi qu'aux très révérends cardinaux et à toute la curie, le vieux patriarche n'était pas mort du tout, et il vient de faire assassiner le dénommé Simon Soulaqa ». Après cette fin tragique, les évêques de son parti se réunissent et élisent à sa place le métropolite de Cizre (Gazarta d-Beth Zabday) qu'il avait nommé, sous le nom d'Abdicho IV.
Joseph Soulaqa, frère de Yohannan, fut nommé en 1556 métropolite des chrétiens de la côte de Malabar par Abdicho IV. Il se rendit à Goa en compagnie des dominicains Buttigeg et Zahara, mais fut aux prises, jusqu'à sa mort à Rome en 1569, avec l'Inquisition portugaise, et ne put jamais exercer ses fonctions.